# سه پادشاه (فیلم ۲۰۱۱)
سه پادشاه (انگلیسی: Three Kings) یک فیلم به کارگردانی وی. کی. پراکاش محصول سال ۲۰۱۱ است.

## بازیگران
- جایاسوریا
- کونچاکو بوبان
- ایندراجیت سوکوماران
- ساموروتا سونیل
- آن آگوستین
- ساندیا